# Менделеевская (платформа)
Менделе́евская — остановочный пункт Санкт-Петербургского отделения Октябрьской железной дороги. Расположен в черте города Великого Новгорода. Назван по расположенной в 300 метрах от него улице Менделеева.

## Пригородное сообщение
На остановочном пункте останавливаются большинство электропоездов следующих по направлениям:
- Великий Новгород — Чудово-Московское
- Великий Новгород — Новолисино, Павловск, Санкт-Петербург-Витебский
- Великий Новгород — Батецкая — Луга I

Поезда от Великого Новгорода прибывают к восточной (островной) платформе, поезда на Великий Новгород — к западной (боковой).
В связи с капитальным ремонтом пути на участке Рогавка — Вяжище — Предузловая-Павловская движение пригородных поездов на Новолисино, Павловск, Санкт-Петербург-Витебский отменено на участке Рогавка — Новгород-на-Волхове с 24 октября 2012 г. по 25 апреля 2013 г.

## Пассажирское сообщение
На остановочном пункте пассажирские поезда дальнего следования не останавливаются.

## Фотографии

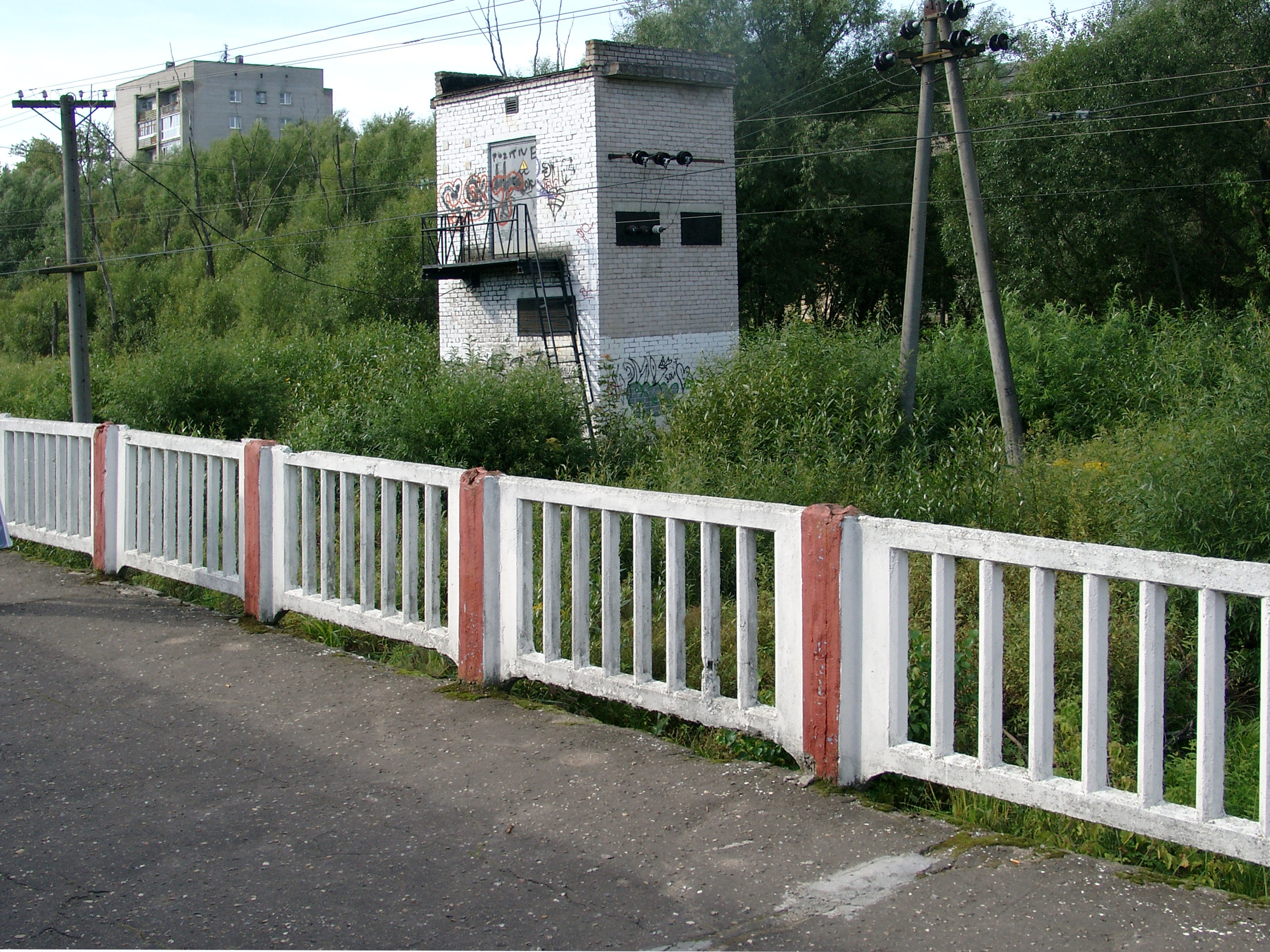
Боковая платформа
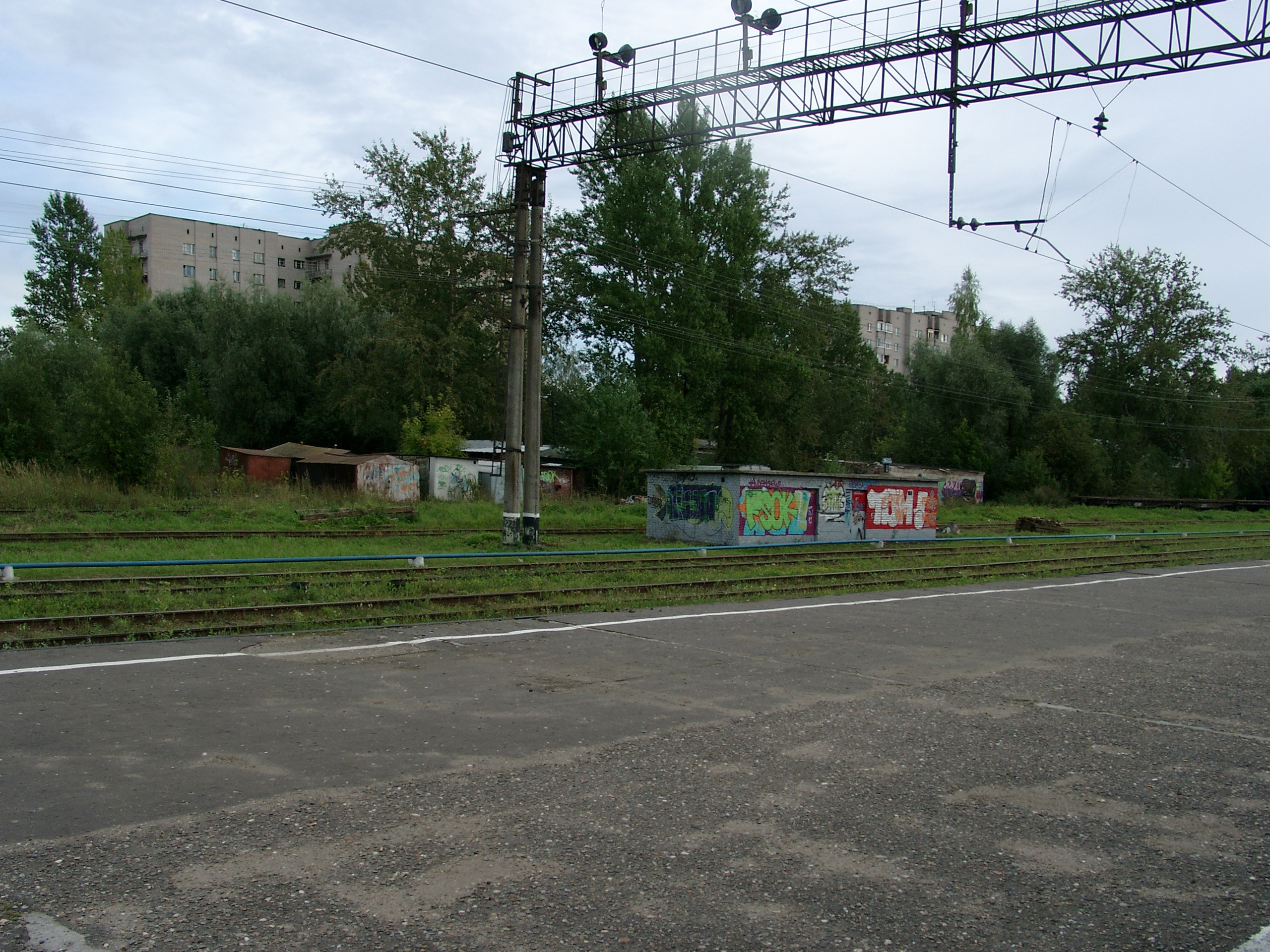
Островная платформа
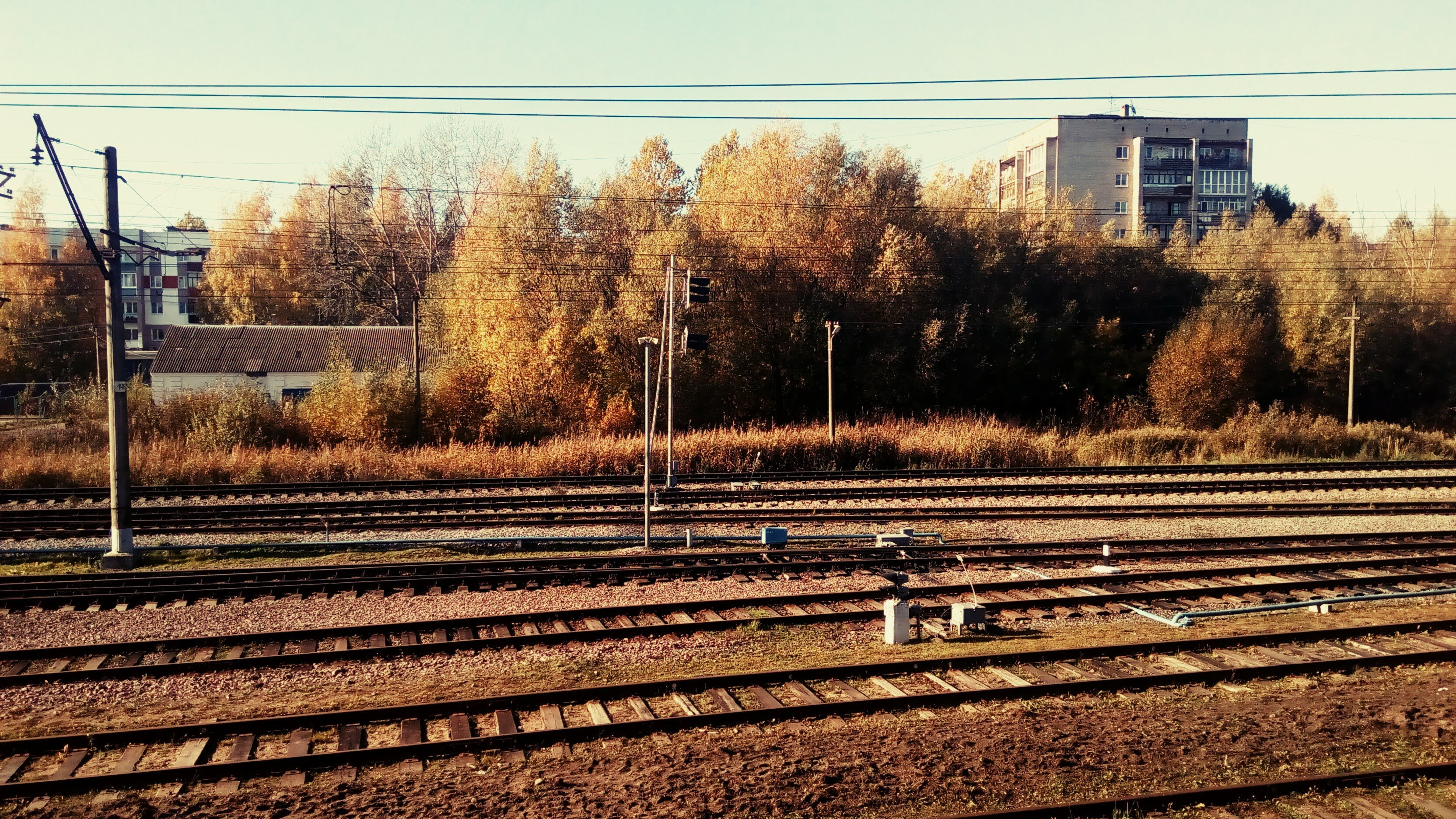
Вид на Улицу Космонавтов с Платформы.

### Расписание электропоездов
- Расписание электропоездов на сайте СЗППК
- Расписание пригородных поездов. Яндекс.Расписания.
- Расписание пригородных поездов на tutu.ru